# Jonathan Fabbro
Jonathan Fabbro (* 16. Januar 1982 in Buenos Aires) ist ein ehemaliger argentinisch-paraguayischer Fußballspieler. Er kam hauptsächlich als offensiver Mittelfeldspieler zum Einsatz.

## Karriere

### Verein
Fabbro wechselte 2001 aus der Jugend von Argentinos Juniors nach Europa, Spanien, in die Jugend von RCD Mallorca. Er durchlief erfolgreich die Jugendabteilung und machte fünf Ligaspiele für den Inselverein. Danach ging er wieder zurück nach Südamerika zu einem der bekanntesten Vereine Argentiniens, den Boca Juniors. Dort kam er in sechs Spielen zum Einsatz und erzielte ein Tor, anschließend ging er nach Kolumbien zu Once Caldas. Dort wurde er Leistungsträger und erzielte in 39 Spielen fünf Tore. Nach Europa bedeutete der Wechsel zu den Dorados de Sinaloa aus Mexiko der nächste Kontinent, auf dem er spielte. Für die Mexikaner erzielte er in 35 Spielen sieben Tore. Die starken Leistungen von Fabbro in den letzten Spielzeiten weckten Begehrlichkeiten von brasilianischen Vereinen, im Januar 2006 wechselte er zu Atlético Mineiro. Nach nur vier schwachen Spielen ohne Torerfolg ging er bereits nach einem halben Jahr zu CD Universidad Católica in Chile. Auch dort spielte er nur ein halbes Jahr, war aber mit sechs Toren in 20 Spielen deutlich erfolgreicher als in seiner Zeit in Brasilien. Im Januar 2007 ging er nach Paraguay zum Club Guaraní, wo er vier Jahre blieb. In dieser Spielzeit machte er 101 Ligaspiele und traf 35 Mal. Danach blieb er in Paraguay, ging aber zu Club Cerro Porteño. Dort schaffte er es erstmals in die Nationalmannschaft von Paraguay. Für seinen neuen Club traf Fabbro in 133 Ligaspielen 40 Mal. Von Juli 2013 bis Juni 2014 spielte er auf Leihbasis für CA River Plate. Für die Argentinier kam er in vier Spielen der Copa Sudamericana 2012 zum Einsatz. In der folgenden Saison bestritt er drei Spiele in der Copa Sudamericana 2013, vier im Torneo Final und sieben im Torneo Inicial, blieb aber torlos. Anschließend kehrte er zu Cerro Porteño zurück. Dort schied man in der Qualifikationsrunde der Copa Libertadores 2014 gegen Deportivo Táchira FC aus. In den zwei Spielen konnte Fabbro zwei Tore schießen und eine Vorlage geben. Im Copa Libertadores 2015 war erst im Achtelfinale gegen die Boca Juniors Schluss. Am 14. Juli 2016 wechselte Fabbro nach Mexiko zu Chiapas FC. Hier blieb er bis zum Saisonende 2016/17, dann wechselte er letztmalig zum Lobos de la BUAP. Hier beendete er Ende 2017 seine aktive Laufbahn.
Neben Treffern in diversen Ligen trat er in 24 Spielen der Copa Libertadores siebenmal als Torschütze in Erscheinung. In der Copa Sudamericana brachte er es in 19 Spielen auf sechs Tore. Fabbro zeichnet sich vor allem durch seine gefährlichen Freistöße aus und war 2012 ein Kandidat zur Wahl für den Paraguayischen Fußballer des Jahres.

### Nationalmannschaft
In Argentinien geboren entschied er sich, für die paraguayische Fußballnationalmannschaft zu spielen. Ab 2012 gehörte er zum engeren Kreis der Nationalmannschaft. Bei der Copa América 2011 in Argentinien war er noch kein Kandidat. In der Qualifikation für die Weltmeisterschaft 2014 in Brasilien konnte er in sieben Spielen zweimal treffen. Dennoch konnte sich das Team nicht für den Wettbewerb qualifizieren. Sein letztes Länderspieltor konnte er am 16. August 2012 gegen die Nationalmannschaft aus Guatemala in einem Freundschaftsspiel erzielen. Am 14. August 2013, im Fritz-Walter-Stadion in Kaiserslautern, spielte er gegen die deutsche Fußballnationalmannschaft. Er stand in der Anfangsformation und wurde in der 62. Minute ausgewechselt. Sein letztes Länderspiel absolvierte er am 8. Oktober 2015 beim 0:1-Auswärtssieg gegen die Auswahl von Venezuela.

## Privates
Fabbros älterer Bruder Darío spielte bis 2007 ebenfalls Fußball, jedoch auf der Position des Stürmers. Seit 2013 befindet sich Fabbro in einer Beziehung mit dem Model Larissa Riquelme.

## Strafprozess
Im Juli 2017 wurde eine im April des Jahres aufgegebene Anzeige gegen Fabbro bekannt. Gemäß der Anzeige sollte er an seiner elfjährigen Nichte über einen Zeitraum von fünf Jahren unangemessene sexuelle Handlungen, darunter Berührungen und Oralsex, durchgeführt haben. Als Teil der vorgelegten Beweise wurden Screenshots von WhatsApp-Gesprächen zwischen Fabbro und seiner Patentochter vorgelegt. Ihr 17-jähriger Bruder hatte die Nachrichten gesehen und seine Mutter informiert. Die Behörden vom Gericht wurden angewiesen, Fabbro bei einer Einreise – er spielte zu der Zeit in Mexiko – zu verhaften. Im September ergaben Untersuchungen, dass das Kind missbraucht worden sein muss. Im Dezember 2017 beantragte das argentinische Justizsystem einen internationalen Haftbefehl gegen Fabbro, welchem am 20. Dezember durch die mexikanischen Behörden nachgekommen wurde. Im Mai 2018 wurde Fabbro an Argentinien ausgeliefert und 19 Tage nach seiner Ankunft in Untersuchungshaft genommen.
Im August 2019 wurde der ehemalige Spieler zu einer Freiheitsstrafe von 14 Jahren verurteilt. In der Sache hatte Fabbro auf Nichtschuldig plädiert, gleichzeitig aber in einem zweiten Fall mit einer Minderjährigen seine Schuld eingestanden. Ein Kassationshof entschied im April 2023, bestätigte das Urteil aus 2019, erhöhte aber das Strafmaß auf 16 Jahre, da es eine besondere Schwere der Schuld aufgrund der familiären Nähe des Opfers sah.
Bereits 2010 war Fabbro strafrechtlich aufgefallen. Er überfuhr eine 23-jährige Mutter, die ihren fünfjährigen Jungen auf ihrem Motorrad in Videla, Santa Fe, Argentinien, zur Schule brachte, während er mit seinem Audi TT unterwegs war. Fabbro wurde anschließend Geld von seinem Lohn abgezogen, um die Familie seines Opfers zu entschädigen, nachdem diese ihn verklagt hatte. Zwei Jahre später stieß er mit einem anderen Motorradfahrer zusammen.